# Ada Rogovtseva
Ada Rogovtseva (Hlújiv, 17 de julio de 1937) es una actriz ucraniana y anteriormente soviética. Durante su carrera de actriz ha participado en películas y obras teatrales desde su debut en 1956. En 1978, fue condecorada por la Unión Soviética, Artista del Pueblo de la URSS.

## Biografía
Nació el 17 de julio de 1937 en la RSS de Ucrania. Su padre y su madre trabajaban en la industria agrícola, su padre que empezó a trabajar en el servicio de inteligencia en la NKVD durante la Gran Guerra Patria. Durante su infancia estuvo varias veces en peligro de muerte a manos de los nazis.
En 1954, empezó a estudiar en la Universidad Nacional de Teatro en Kiev. Después de dos años, fue invitada a actuar en la película titulada When the Nightingales Sing. En 2009, protagonizó la película Taras Bulba como esposa de Taras Bulba.

## Filmografía seleccionada
- Pavel Korchagin (1956)
- Forest Song (1961)
- Hail, Mary! (1970)[4]
- Taming of the Fire (1972)
- Eternal Call (1973-1983)
- Waves of the Black Sea (1975)
- The Sea (1978)
- The Gadfly (1980)
- Nine Lives of Nestor Makhno (2006)
- Almirante (2008)
- Taras Bulba (2009)
- 11 children from Morshyn (2019)